# Josef Sapir
Josef Sapir (hebr.: יוסף ספיר, ang.: Yosef Sapir, ur. 27 stycznia 1902 w Jafie, zm. 26 lutego 1972) – izraelski polityk, w 1952 minister zdrowia, w latach 1952–1955 minister transportu, w latach 1969–1970 minister przemysłu i handlu, w latach 1967–1969 minister bez teki, w latach 1949–1972 poseł do Knesetu z listy Ogólnych Syjonistów oraz Partia Liberalnej i Gahalu.
W wyborach parlamentarnych w 1949 po raz pierwszy dostał się do izraelskiego parlamentu. Zasiadał w kolejnych Knesetach aż do śmierci – był posłem I, II, III, IV, V, VI i VII kadencji.